# Торрацца-П'ємонте
Торрацца-П'ємонте (італ. Torrazza Piemonte, п'єм. Torassa) — муніципалітет в Італії, у регіоні П'ємонт,  метрополійне місто Турин.
Торрацца-П'ємонте розташована на відстані близько 520 км на північний захід від Рима, 27 км на північний схід від Турина.
Населення — 2892 особи (2014).
Покровитель — San Giacomo.

## Демографія
Населення за роками:

Станом на 1 січня 2023 року в муніципалітеті офіційно проживали 133 іноземці з 23 країн, серед них 83 громадяни країн Євросоюзу та 3 громадяни України.

## Сусідні муніципалітети
- Рондіссоне
- Салуджа
- Вероленго